# Марафон

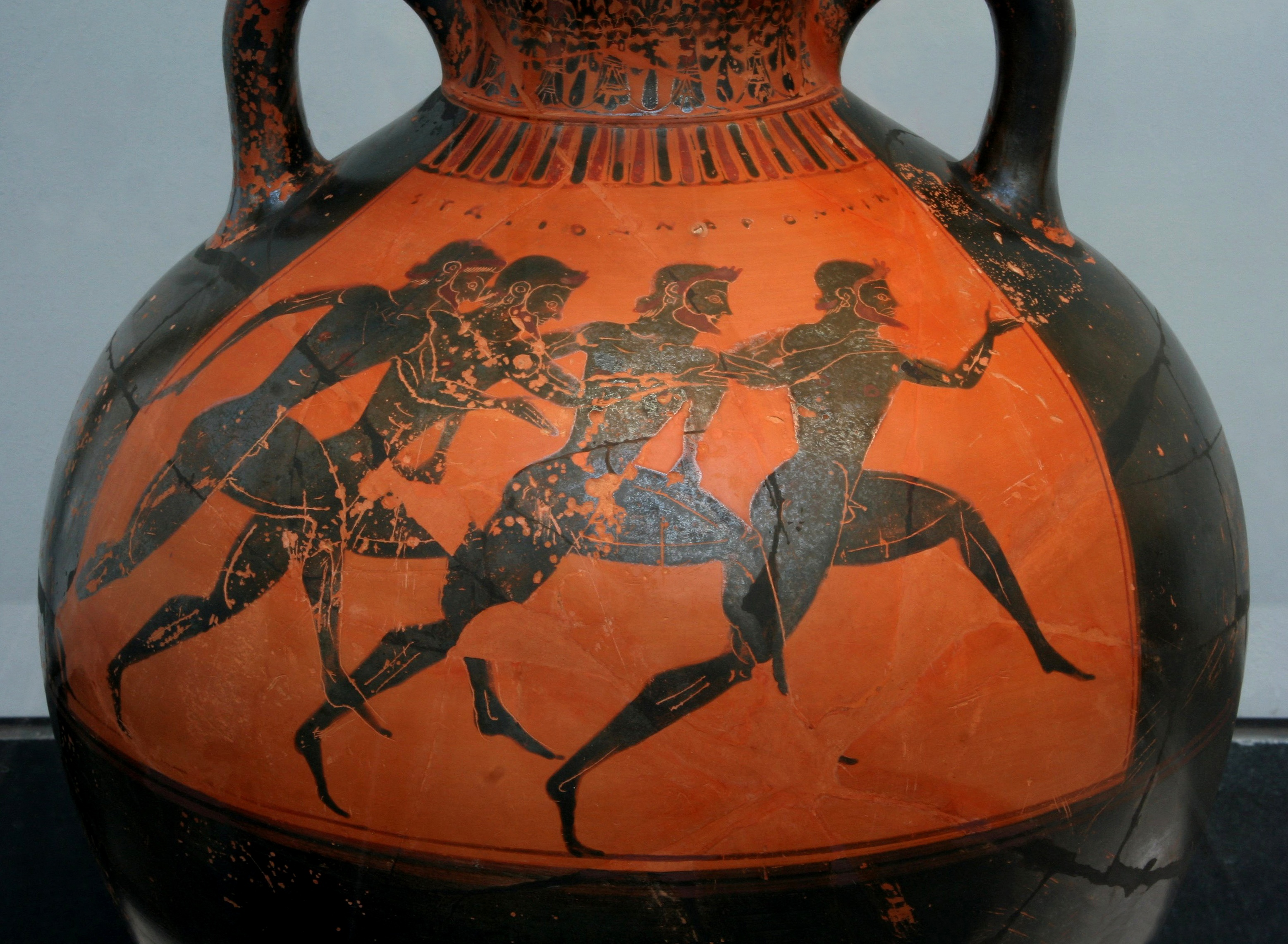
Древнегреческие бегуны на вазе (около 530 г. до н. э.)

Марафо́н (от греч. Μαραθών) — дисциплина лёгкой атлетики, представляющая собой забег на дистанцию 42 километра 195 метров. Ведущие мировые марафоны проводятся под эгидой и по правилам, разработанным Ассоциацией международных марафонов и пробегов (AIMS). Правила AIMS подтверждены Международной ассоциацией легкоатлетических федераций (IAAF).
Является олимпийской дисциплиной легкоатлетической программы у мужчин с 1896 года, у женщин — с 1984 года.
Марафонские соревнования проводятся на шоссе, но само слово, в отличие от бега на длинные дистанции, часто применяют к любым длительным пробегам на пересечённой местности или в экстремальных условиях. Их дистанции могут существенно отличаться от «классической»: сверхмарафон — бег на дистанции больше марафонских.
Половина марафонской дистанции, полумарафон, также является популярной дистанцией в шоссейном беге, на которой проводятся отдельные забеги и чемпионаты мира и фиксируются мировые рекорды.
Четверть марафонской дистанции, не является официальной дисциплиной лёгкой атлетики, однако активно развивается в мировом любительском беге с начала 2010-х годов. Четвертьмарафонские забеги проводятся параллельно с марафонскими в рамках традиционных марафонов и полумарафонов.

## История

### Античность

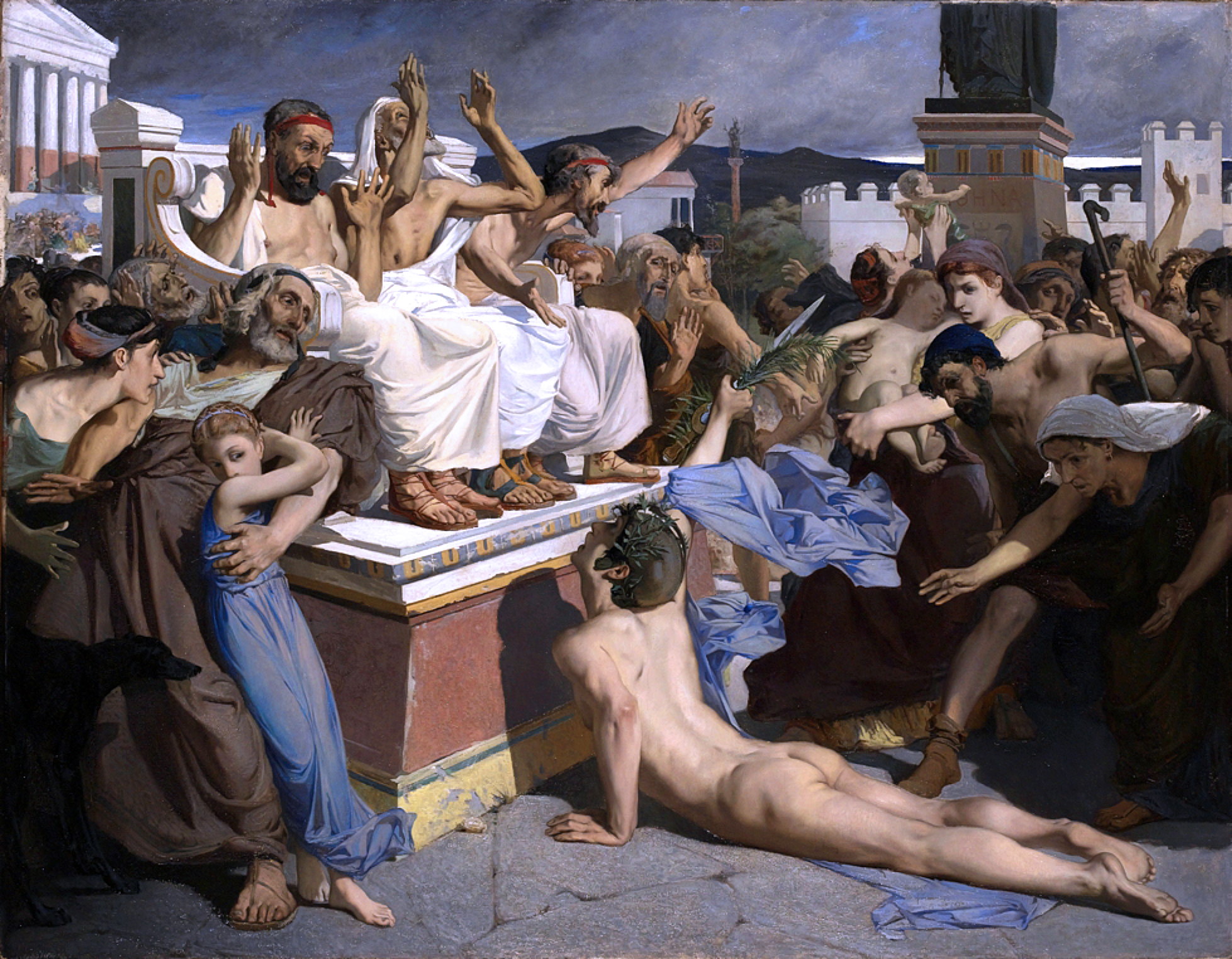
Фидиппид сообщает о победе

Согласно легенде, греческий воин по имени Фидиппид (по другим источникам — Филиппид) в 490 году до н. э. после битвы при Марафоне, чтобы возвестить о победе греков, пробежал без остановок от Марафона до Афин. Добежав до Афин, он успел крикнуть: «Радуйтесь, афиняне, мы победили!» и упал замертво. Эта легенда не подтверждается документальными источниками; согласно Геродоту, Фидиппид (греч. Φειδιππίδης) был гонцом, безуспешно посланным за подкреплением из Афин в Спарту и преодолевшим дистанцию в 230 км менее, чем за два дня. Легенда о том, что он пробежал из Марафона в Афины, впервые появилась у Плутарха в эссе «Слава Афин» в первом веке нашей эры (более чем через 550 лет после реальных событий).

### Современность

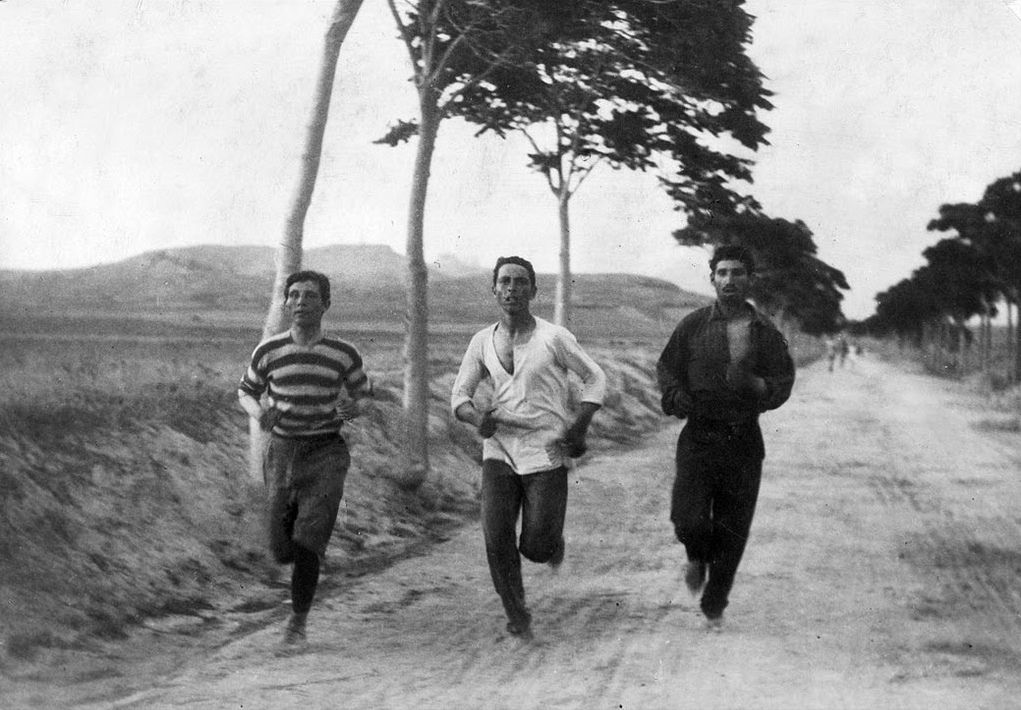
Тренировка марафонцев к Олимпиаде в Афинах (1896)

Международный олимпийский комитет в 1896 году измерил фактическую длину дистанции от поля битвы в Марафоне до Афин; она оказалась равной 34,5 км. На первых Играх современности в 1896 году и на Играх 2004 года марафонский бег действительно проходил по дороге, проложенной от Марафона до Афин.
Идея организации такого забега была предложена французским филологом Мишелем Бреалем, который хотел, чтобы эта дисциплина была введена в программу первых Олимпийских Игр современности в 1896 году в Афинах. Эту идею поддержал Пьер де Кубертен, основатель современных Олимпийских Игр, а также и греческие организаторы. В Греции был проведён первый отборочный марафон, в котором победил Харилаос Василакос, пробежавший дистанцию за 3 часа 18 минут. Победителем на первых Олимпийских играх с результатом 2 ч 58 мин 50 сек, к огромной радости греческой публики, стал Спиридон Луис, греческий водонос, на отборочном пробеге финишировавший пятым. Легендарному бегуну не помешало победить даже то, что он сделал остановку около деревушки Халандри (Chalandri), чтобы выпить стаканчик вина, предложенный ему дядей. Женский марафон был впервые введён в программу Летних Олимпийских игр (Лос-Анджелес, США) в 1984 году.

### Дистанция
| Год    | Длина, км |
| ------ | --------- |
| 1896   | 40        |
| 1900   | 40,26     |
| 1904   | 40        |
| 1906   | 41,86     |
| 1908   | 42,195    |
| 1912   | 40,2      |
| 1920   | 42,75     |
| с 1924 | 42,195    |

Длина пробега не была изначально фиксированной, поскольку важным было только то, что все спортсмены бежали по одному и тому же маршруту. Точная длина олимпийского марафона зависела от маршрута, выбранного на соответствующих Играх.
Длина дистанции выбиралась достаточно произвольно. На первых Олимпийских играх современности она была равной 40 км. Первой Олимпиадой, на которой дистанция составляла 42 км 195 метров, стала Олимпиада 1908 года в Лондоне — тогда дистанция была увеличена специально для того, чтобы королевская семья могла с удобством наблюдать за пробегом с балкона Виндзорского замка. На следующей Олимпиаде в 1912 году длина дистанции вновь была уменьшена — до 40 км 200 м, а в 1920 увеличена до 42 км 750 м. Наконец, в 1921 году Международной любительской легкоатлетической федерацией (нынешняя IAAF) была окончательно установлена официальная дистанция марафонского забега, которая используется и по сей день — 42 километра 195 метров.
Всего на первых семи Олимпиадах было 6 различных марафонских дистанций от 40 до 42,75 км (дистанция в 40 км использовалась дважды).

### Олимпийская традиция
Начиная с первых Олимпийских игр современности (1896), мужской марафон является заключительным событием программы по лёгкой атлетике с финишем на главном Олимпийском стадионе и зачастую проводится за несколько часов до закрытия или даже является частью программы закрытия. Верность этой традиции была подчёркнута в 2004 году, когда марафон от Марафона до Афин завершался на стадионе Панатинаикос, где финишировал самый первый олимпийский марафон 1896 года.

## Правила

### Общие
Эталоном проведения соревнований являются правила, разработанные AIMS и постепенно принятые на вооружение ИААФ. Таким образом, правила проведения марафонов подчиняются общим правилам ИААФ для шоссейного бега. Мировые рекорды и прочие высшие достижения регистрируются с точностью до секунды. Рекомендуемый перепад высот на дистанции, сертифицированной IAAF, не должен превышать 1/1000, то есть один метр на 1 километр дистанции. Если перепад высот составляет более 42 метров, то все результаты, показанные на этом марафоне, являются неофициальными, а мировые рекорды не могут быть ратифицированы. Самыми известными марафонами, не соответствующими стандартам IAAF по причине больших перепадов высоты, являются Бостонский (перепады составляют 136,29 м) и Лос-Анджелесский (перепады составляют 121,94 м). Длина дистанции должна составлять не менее 42 195 метров, а также быть не длиннее этого расстояния более, чем на 0,1 % (то есть на 42 метра).
Забеги в коммерческих марафонах обычно проходят по системе массового одновременного старта. Однако фактически пересечь линию старта одновременно всем участникам невозможно, на это уходит несколько минут. Поэтому на сертифицированных AIMS пробегах организаторы снабжают участников специальными электронными чипами, фиксирующими время пересечения линии старта. Для каждого финишировавшего учитывается при этом не только факт финиша, но и промежуточные результаты, а также так называемое «брутто» и «нетто» время: от момента старта и от момента пересечения стартовой линии соответственно. В итоговой таблице результаты расположены по порядку возрастания время «брутто» — это официальное время. В дипломе участника может указываться и время «нетто».

### Мировые рекорды
Мировые рекорды официально не признавались федерацией лёгкой атлетики IAAF до 1 января 2004; до того велась статистика «лучших марафонских результатов» (World Bests). В 2002 году AIMS немного подкорректировала свои правила и поставила ИААФ перед фактом: если ИААФ на очередном конгрессе в 2003 году не утвердит рекорды AIMS в качестве мировых, то AIMS утвердит собственный список мировых рекордов. 21 августа 2003 года ИААФ на очередном конгрессе признала мировые рекорды в беге по шоссе, в том числе и в марафоне. Это, несомненно, одно из самых больших достижений AIMS.
Дистанция марафона должна соответствовать стандартам ИААФ, чтобы лучшее достижение было признано в качестве рекорда мира. Однако марафонские маршруты до сих пор сильно отличаются по профилю, высоте над уровнем моря и качеству покрытия, что делает сравнение недостаточно объективным. Как правило марафоны, проходящие по ровной местности, невысоко над уровнем моря, в комфортную погоду и при участии пейсмейкеров (бегунов, задающих темп движения), являются наиболее быстрыми.
Мировой рекорд для мужчин — 2:00.35 — был установлен 8 октября 2023 года кенийским бегуном Келвином Киптумом на марафоне в Чикаго.
Лучший в мире результат среди женщин был показан Рут Чепнгетич из Кении на Чикагском марафоне 13 октября 2024 года: 2 часа 9 мин 56 сек; это время показано с помощью мужчин-пейсмейкеров. Лучший в мире результат среди женщин без участия мужчин-пейсмейкеров — 2 часа 16 мин 16 сек — был показан кенийкой Перес Джипчерчир на Лондонском марафоне в 2024 году.

## 10 самых быстрых марафонцев

### Мужчины

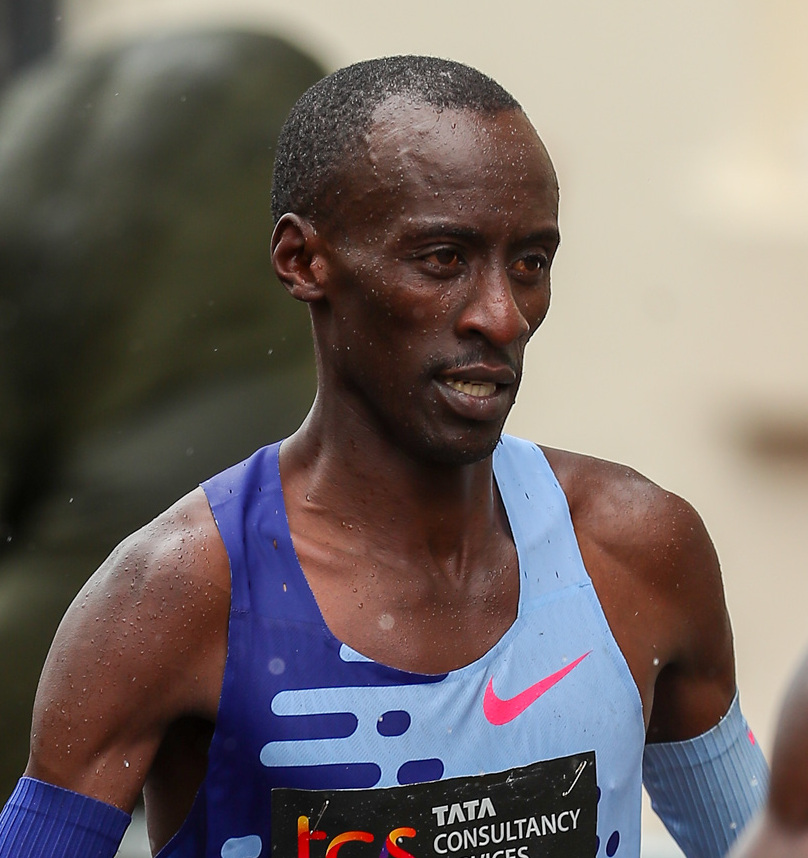
Рекордсмен мира Келвин Киптум

| Время   | Легкоатлет      | Страна  | Дата             | Марафон              |
| ------- | --------------- | ------- | ---------------- | -------------------- |
| 2:00:35 | Келвин Киптум   | Кения   | 8 октября 2023   | Чикагский марафон    |
| 2:01:09 | Элиуд Кипчоге   | Кения   | 25 сентября 2022 | Берлинский марафон   |
| 2:01:41 | Кенениса Бекеле | Эфиопия | 29 сентября 2019 | Берлинский марафон   |
| 2:01:48 | Сисай Лемма     | Эфиопия | 3 декабря 2023   | Валенсийский марафон |
| 2:02:05 | Себастьян Саве  | Кения   | 1 декабря 2024   | Валенсийский марафон |
| 2:02:16 | Бенсон Кипруто  | Кения   | 3 марта 2024     | Токийский марафон    |
| 2:02:38 | Дереса Гелета   | Эфиопия | 1 декабря 2024   | Валенсийский марафон |
| 2:02:44 | Джон Корир      | Кения   | 13 октября 2024  | Чикагский марафон    |
| 2:02:48 | Бирхану Легесе  | Эфиопия | 29 сентября 2019 | Берлинский марафон   |
| 2:02:55 | Мосинет Геремеу | Эфиопия | 28 апреля 2019   | Лондонский марафон   |
| 2:02:55 | Тимоти Киплагат | Кения   | 3 марта 2024     | Токийский марафон    |

### Женщины

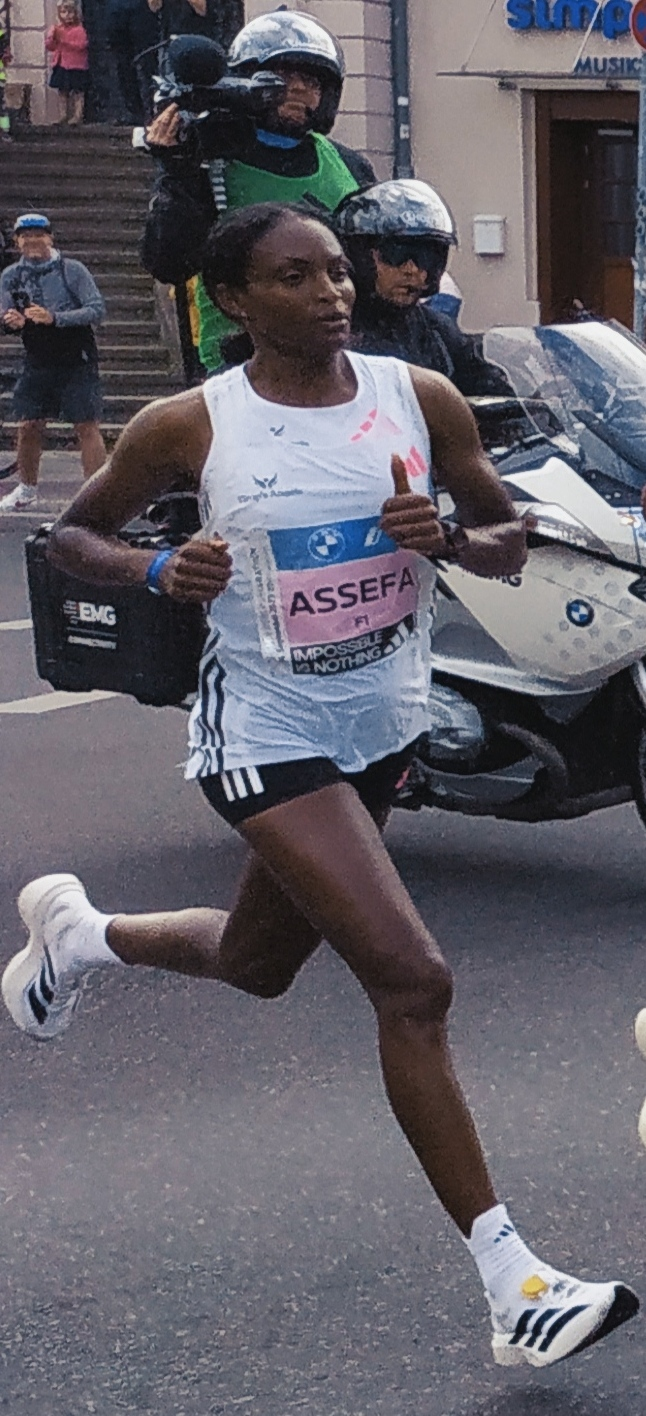
Рекордсменка мира Тигст Ассефа

| Время   | Имя              | Страна         | Дата             | Марафон              |
| ------- | ---------------- | -------------- | ---------------- | -------------------- |
| 2:09:56 | Рут Чепнгетич    | Кения          | 13 октября 2024  | Чикагский марафон    |
| 2:11:53 | Тигст Ассефа     | Эфиопия        | 24 сентября 2023 | Берлинский марафон   |
| 2:13:44 | Сифан Хассан     | Нидерланды     | 8 октября 2023   | Чикагский марафон    |
| 2:14:04 | Бриджид Косгей   | Кения          | 13 октября 2019  | Чикагский марафон    |
| 2:14:58 | Амане Берисо     | Эфиопия        | 4 декабря 2022   | Валенсийский марафон |
| 2:15:25 | Пола Рэдклифф    | Великобритания | 13 апреля 2003   | Лондонский марафон   |
| 2:15:51 | Воркнеш Дегефа   | Эфиопия        | 3 декабря 2023   | Валенсийский марафон |
| 2:15:55 | Сутуме Кебеде    | Эфиопия        | 3 марта 2024     | Токийский марафон    |
| 2:16:07 | Тигст Кетема     | Эфиопия        | 7 января 2024    | Дубайский марафон    |
| 2:16:14 | Розмэри Ванджиру | Кения          | 3 марта 2024     | Токийский марафон    |

## Физиология и подготовка
Важнейшими условиями во время прохождения марафона являются постоянный темп и поддержание количества воды в организме. На трассах марафонов (как правило, через каждые 5 км) располагаются пункты питания, предлагающие бегунам воду, энергетические напитки и продукты питания (бананы, сухофрукты и тому подобное).
Прохождение марафона даже для подготовленного человека является тяжелейшей физической нагрузкой, и важнейшим условием успеха является подготовка к этому испытанию. При спортивных обществах, организующих марафоны, существуют школы бега, которые предлагают индивидуальную подготовку к прохождению марафона или полумарафона, в зависимости от сроков и физических возможностей. Обычное минимально рекомендуемое время подготовки — 6 месяцев. Целью тренировок является улучшение способности организма к усвоению кислорода, состояния мышц, и, прежде всего, приучение организма к длительным физическим нагрузкам.

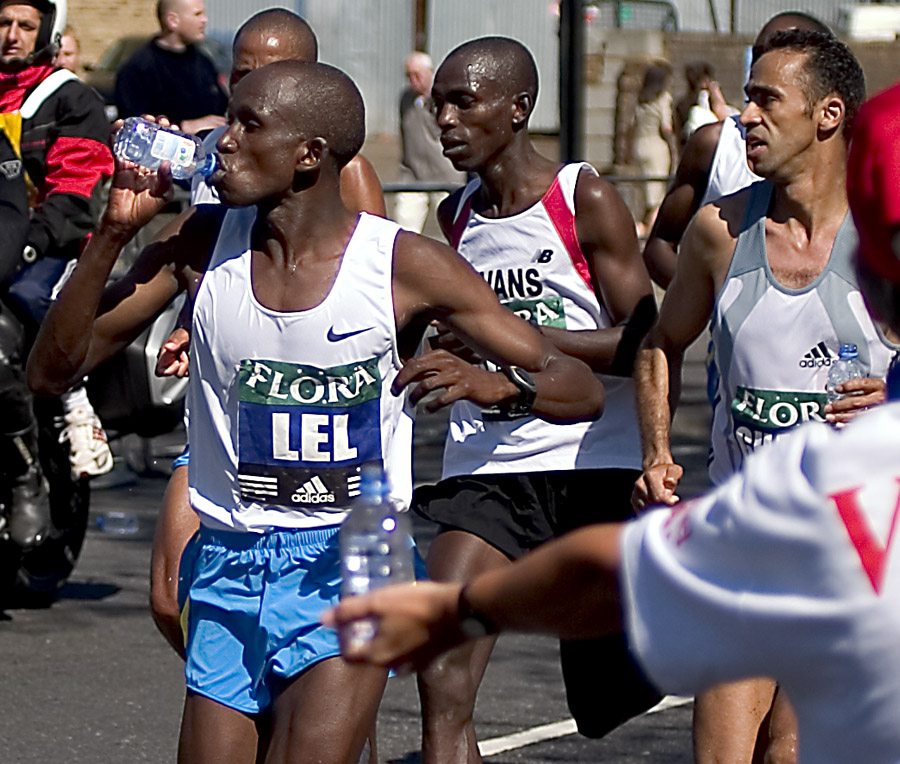
Лондонский марафон (2005). Бегуны на пункте питания

Бег на длинные дистанции является важнейшей частью подготовки, поскольку приучает организм более эффективно использовать жир и накапливать большие количества гликогена в мышцах. Любители обычно пробегают на тренировках меньше марафонской дистанции, так как марафон требует слишком долгого восстановления. Обычно самые длинные дистанции, пробегаемые в конце периода подготовки, составляют не более 35 км. Примерно за месяц до марафона темп тренировок значительно снижают, а на последней неделе перед марафоном бегунам-любителям рекомендуют делать лишь короткие (5—10 км) пробежки.
В теле обычного неподготовленного человека имеется около 380 г гликогена (1500 ккал). Интенсивный бег может легко привести к затратам 600—800 ккал в час, и если эти запасы не пополнять, через пару часов организм их полностью растрачивает (обычно переломный момент происходит на 30 километрах), при этом снижается уровень сахара в крови. Это вызывает внезапно возникающие чувства сильнейшей усталости и бессилия, «упора в стену». На этой фазе организм переходит на использование запасов жира, это требует времени, да и жир — менее эффективное «горючее». Тренировки и специальное питание могут поднять запасы гликогена до 800 г (3500 ккал). Большинство спортсменов используют углеводную диету, а обильный ужин из макарон непосредственно за день перед соревнованием — почти традиция среди марафонцев и триатлетов. Некоторые исследователи рекомендуют нормальную диету с короткой интенсивной тренировкой за день до гонки.

### Роль погоды и времени старта
Для достижения высоких результатов целесообразно выбирать наилучшее время старта и профиль дистанции. Оптимальная температура для проведения марафона около 14—16 °С. При повышении температуры воздуха выше 14—16 °С результат ухудшается в среднем на 40—60 секунд на каждый градус прироста температуры воздуха. Температура свыше 18 °C уже считается опасной для некоторых категорий бегунов, а при температуре свыше 28 °C рекомендуется отменять старт. Перегревание организма — основная опасность для марафонца. Однако необходимо помнить, что высокая температура воздуха и солнечное излучение далеко не решающие факторы в перегревании организма. Терморегуляция бегуна осуществляется с помощью обдува тела и испарения пота — для этого используется специальная экипировка, питьё на дистанции, правильная тактика и стратегия бега.
Старт большинства известных марафонов жёстко привязан к дате в календаре и известен заранее. Обычно постоянен и его маршрут. Хотя погода в любом случае непредсказуема, дата проведения определяется временем года. Обычно это весна или осень для средней полосы, для стран с жарким климатом (например, Дубайский марафон в ОАЭ) — зима.
Обычное время старта коммерческих марафонов в первой половине дня приблизительно в 8:30—11:00 утра. При проведении марафонов в программе некоммерческих соревнований время старта бывает привязано к общей сетке соревнований и церемонии открытия и закрытия. Старт в этом случае может быть дан и во второй половине дня.

## Классификация и календарь соревнований
Различают марафоны:
- некоммерческие — входящие в программу летних Олимпийских игр, чемпионатов мира, Европы, континентов, чемпионатов стран и других стартов;
- коммерческие марафоны ежегодно проводятся во многих крупнейших городах мира, среди них выделяется World Marathon Majors (Большая шестёрка марафонов)[20]; все коммерческие марафоны открыты для участия любителям бега.

Выделяют экстремальные марафоны — например, забеги на северном полюсе, в пустыне, в горах и прочие. Также проводятся марафонские забеги, в которых спортивное начало имеет второстепенное значение, а преследуются благотворительные и рекламные цели (англ. fun-run).
Соревнования, проходящие по шоссе, в отличие от стадионных дисциплин лёгкой атлетики, имеют свой график. Коммерческие марафоны в большинстве своём проводятся в марте-апреле и сентябре-октябре, что совпадает с наилучшими погодными условиями. Помимо собственно марафонского забега в программу таких соревнований часто входят заезды спортсменов на инвалидных колясках и другие циклические спортивные дисциплины.
В коммерческих марафонах, как правило, старт мужского и женского забега проводится в один день в пределах одного часа или даже совместно. В зависимости от организации соревнований мужская и женская программа могут быть разнесены по времени так, чтобы участники разного пола не пересекались. Однако практикуются и совместные старты, и тогда возникает проблема мужчин пейсмейкеров, сопровождающих женщин от старта до финиша, что вызывает бурные дискуссии среди специалистов.
Марафон является единственной дисциплиной шоссейного бега, входящей в олимпийскую программу лёгкой атлетики. В отличие от всех остальных видов нередко случается, что ведущие атлеты-марафонцы не принимают участие в Олимпийских играх и в крупнейших некоммерческих стартах. Это вызвано рядом причин. Марафонцы мирового уровня не стартуют в марафонах чаще двух-трёх раз в год. Соответственно, они выбирают только определённые соревнования, и некоммерческие соревнования часто не вписываются в их график. Так, например, летние Олимпийские игры и чемпионаты мира, как правило, проводятся в августе, поэтому спортсменам приходится менять тренировочный график и всю модель подготовки. Другая проблема — это высокая температура летом, которая не позволяет показывать марафонцам наилучшие результаты.

## Марафонские забеги

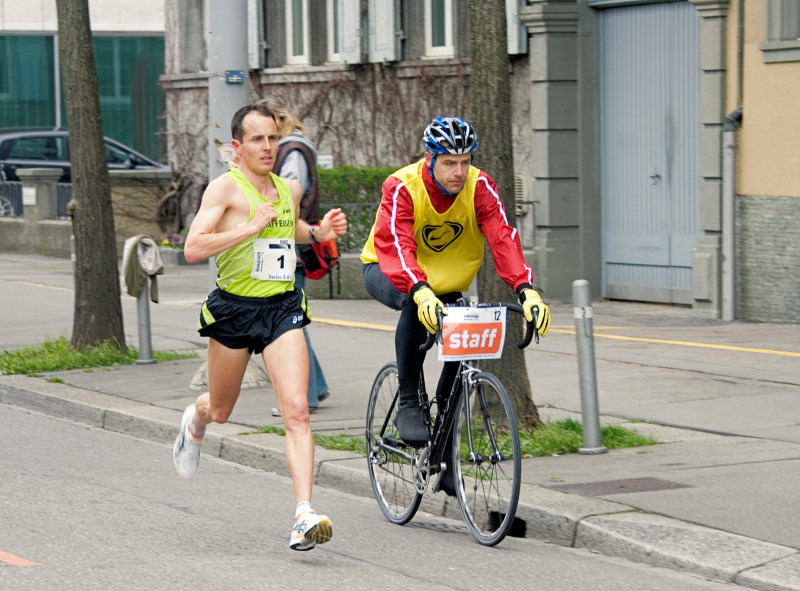
Чемпион Европы 2010 г., швейцарец Виктор Рётлин на марафоне в Цюрихе (2007 год)

Ежегодно во многих странах мира проводится около 800 марафонских забегов. Старейшим марафоном Европы считается Кошицкий марафон (Словакия), который проводится с 1924 года. Наиболее престижным марафонам IAAF присуждает специальный статус (лейбл): Золотой, Серебряный и Бронзовый лейблы.
Наиболее массовые и престижные Бостонский, Нью-Йоркский, Чикагский, Лондонский, Токийский и Берлинский марафоны входят в серию World Marathon Majors и имеют Золотой лейбл. На них проходят этапы кубка мира для профессиональных марафонцев. Количество участников на старте достигает 30 тысяч и более человек. Другие известные марафоны (Silver Label): Роттердамский марафон, Амстердамский марафон, Вашингтонский марафон, Гонолульский марафон, Лос-Анджелесский марафон, Римский марафон и Парижский марафон.
Крупнейшие мировые марафонские забеги выплачивают высокие, по меркам лёгкой атлетики, призовые победителям. Так, например, общий призовой фонд Бостонского марафона в 2008 году составил 796 000 USD, из которых победителю выплачивается 150 000 USD. Победители Берлинского марафона среди женщин и мужчин в 2012 году получили по 500 тысяч USD.
Для любителей бега считается почётным просто принять участие в таком престижном старте вместе с ведущими атлетами, приобщившись к мировому легкоатлетическому движению. Однако некоторые престижные марафоны вынуждены проводить лотерею среди кандидатов из-за невозможности принять всех желающих (Нью-Йоркский и Берлинский марафоны) или вводить квалификационные нормативы для участников (Бостонский марафон).

### Марафоны в России
В России ежегодно проводится порядка 50 марафонов, примерно столько же, сколько в соседней Финляндии. В целом марафонское движение в России сильно отстаёт от мирового, учитывая количество крупных городов, жителей и участников марафонов. Крупнейшими по количеству финишировавших являются Московский Марафон, Московский международный марафон мира, Белые ночи и Сибирский международный марафон. Сибирский международный марафон вошёл в список 50 лучших марафонов мира по версии AIMS в 2011 году и в конце 2011 года первым из российских марафонов получил статус Road Race Bronze ИААФ.
В январе 2011 года IAAF опубликовала список марафонов, на которых необходимо выполнить квалификационный норматив для попадания на Олимпиаду в Лондон 2012 г. Ни одного российского международного марафона в списке нет.

## Марафонцы
Серьёзные школы марафонского бега существуют в США, России (СССР), Кении, Эфиопии, Японии и во многих странах Европы.
Двукратными олимпийскими чемпионами по марафону становились Абебе Бикила (Эфиопия), Вальдемар Церпински (ГДР) и Элиуд Кипчоге (Кения). Уникальное достижение принадлежит Эмилю Затопеку (Чехословакия), который в 1952 году выиграл три золотые медали на дистанциях 5000 м, 10 000 м и в марафоне. При этом марафон он бежал в первый раз в жизни. Четырёхкратный олимпийский чемпион Лассе Вирен в 1976 году пытался повторить успех Затопека, но финишировал в марафоне пятым.

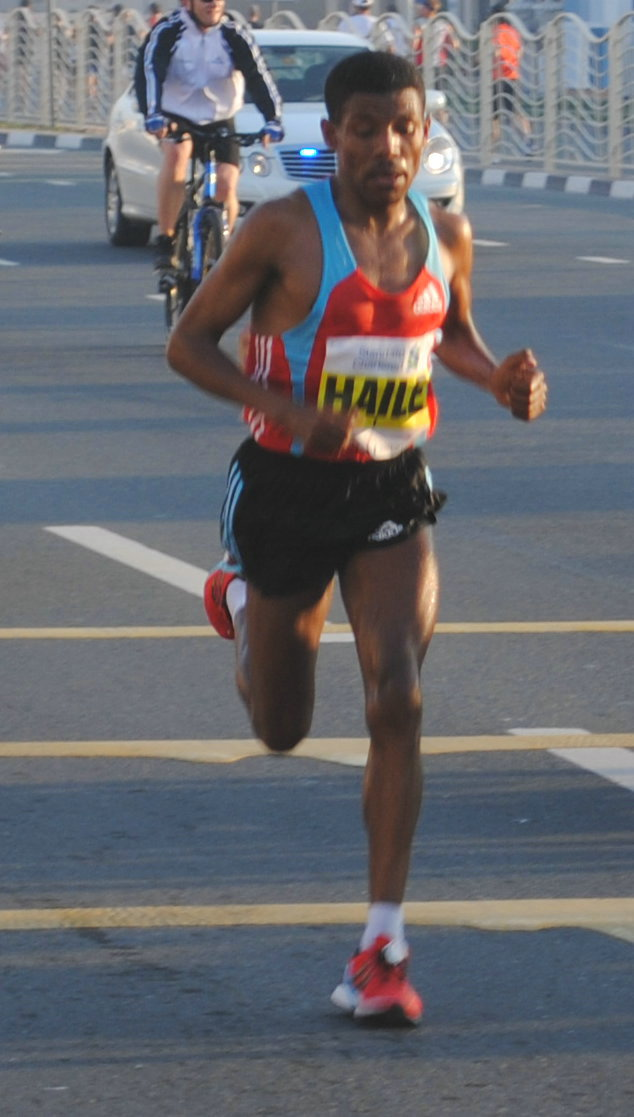
Хайле Гебреселассие владел мировым рекордом в марафоне в 2007—2011 гг.

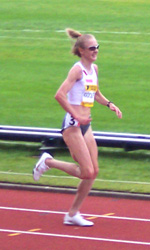
Пола Рэдклифф — владела мировым рекордом в марафоне в 2002—2019 гг.

- Эмиль Затопек
- Абебе Бикила
- Фрэнк Шортер
- Вальдемар Церпински
- Хайле Гебреселассие
- Пол Тергат

- Грете Вайтц
- Ингрид Кристиансен
- Роза Мота
- Валентина Егорова
- Тегла Лорупе
- Пола Рэдклифф
- Лилия Шобухова

## Факты
- Бег на 42 км 195 метров является третьим этапом в соревновании по триатлону Ironman.
- Многократные марафоны преодолеваются в рамках соревновательных и несоревновательных пробегов. В 2003 году британец Ранульф Файнс пробежал за 7 дней 7 марафонов, по одному на каждом из семи континентов. К 2014 году соревнование «7 марафонов на 7 континентах за 7 дней» стало коммерческим продуктом[31], первой женщиной-победительницей которого стала в 2015 году Марианна Зайкова, представлявшая Финляндию[32].
- В 2009 году испанец Рикардо Абад Мартинес[англ.] пробежал 150 марафонов за 150 дней. В 2010 году бельгиец Стефаан Энгелс[англ.] решил пробегать по марафону каждый день в течение целого года. Получив травму в январе, он «обнулил» счёт и начал заново 5 февраля 2010. 30 марта он побил достижение Рикардо Мартинеса. 5 февраля 2011 Стефаан Энгелс пробежал 365-й марафон. «Не считаю, что марафон был для меня годовой пыткой. Это скорее регулярная работа» — сказал сорокадевятилетний спортсмен. В среднем он тратил по 4 часа на марафон, лучший его результат 2 часа 56 мин[33]. Рикардо Абад Мартинес ответил на это тем, что с 1 октября 2010 по 12 февраля 2012 года пробежал 500 марафонов за 500 дней.
- Джонни Келли с 1928 по 1992 год стартовал 61 раз в Бостонском марафоне, финишировал в 58 из них и дважды выиграл (в 1935 и 1945 годах)[34].
- В 1999 году на Сибирском международном марафоне в Омске (Россия) участник из Турции Явус Сапа преодолел дистанцию, передвигаясь на костылях и затратив на это 8 часов 15 минут[35].
- 31 декабря 2010 канадец из Альберты Мартин Парнелл, 55 лет, инженер рудника на пенсии, пробежал марафонскую дистанцию 250 раз в течение года, покрыв 10550 км, износив 25 пар кроссовок, временами при температуре ниже, чем −30oC[36].
- Испанские учёные доказали, что у людей, участвующих в марафонах, в преклонном возрасте кости менее подвержены старению и разрушению[37].
- В 2003 году россиянин Сергей Бурлаков принял участие в Нью-Йоркском марафоне и стал первым человеком в мире с четырёхкратной ампутацией, прошедшим 42 км 195 м[38]. У Сергея были ампутированы обе ноги и кисти рук[38].
- 6 мая 2017 года в забеге по трассе Формулы-1 в Монце олимпийский чемпион 2016 года кениец Элиуд Кипчоге при помощи большой группы пейсмейкеров пробежал марафонскую дистанцию за 2 часа и 25 секунд. Подготовка к забегу и сам забег подробно описаны в документальном фильме. Данный результат не был ратифицирован как мировой рекорд, так как перед спортсменом ехали пейскары, снижавшие сопротивление воздуха, а пейсмейкеры сменялись на трассе, что запрещено правилами (согласно которым все пейсмейкеры должны стартовать одновременно с рекордсменом, а не выходить на трассу позже)[39].
- 12 октября 2019 года Элиуд Кипчоге вновь бежал марафон при помощи пейсмейкеров, на этот раз по трассе венского марафона. Его цель, как и два года назад, состояла в том чтобы преодолеть дистанцию быстрее двух часов. Окончательный результат кенийца составил 1 час 59 минут и 40,2 секунды. Таким образом он стал первым человеком в истории, пробежавшим марафон быстрее двух часов. По тем же причинам, что и ранее в Монце, официально этот рекорд засчитан не был.

## Влияние на организм
Исследование Карлоса Матуте (Университет Страны Басков), опубликованное в Nature Metabolism, зафиксировало изменения в мозге 10 марафонцев после забегов в Испании в 2022-2023 годах. Сканирование методом магнитно-резонансной томографии (МРТ), выполненное за 48 часов до и после соревнований, выявило статистически значимое снижение уровня миелина – жирового вещества, изолирующего нервные клетки, – в 12 областях головного мозга. Уровни миелина вернулись к исходным значениям в течение двух месяцев после забегов. Эти наблюдения указывают на возможное участие миелиновых липидов в энергетическом метаболизме мозга в условиях высоких нагрузок.